# 承平天慶之亂
承平天慶之亂（日语：／）是日本平安時代中期，承平、天慶年間發生在關東的平將門之亂和瀨戶內海的藤原純友之亂的總稱。

## 平將門之亂

### 背景
平安時代中期，東國時常有群盜蜂起作亂，最終，在平高望、藤原利仁、藤原秀鄉等武士的努力下，朝廷成功鎮壓叛亂，史稱寛平・延喜東國之亂。平定叛亂的功臣及其子嗣就此定居於東國，在當地擴張其勢力，平高望亦是如此。平高望為桓武天皇之孫，其在寛平・延喜東國之亂有著活躍的表現，其兒子們亦跟隨父親的腳步，在關東地區闖蕩。平高望三男平良將原先於下總地區活動，而後擔任陸奧國鎮守府將軍。平將門為平良將之子，其原先在京城擔任瀧口武士，在其父親去世後，平將門返回下總，繼承父親的領地。
平將門與其親族關係不睦，《將門記》雖有散佚，但根據《將門略記》記載，平將門因「女論」的緣故與伯父平良兼交惡，而《今昔物語集》則表示雙方係因土地糾紛而產生衝突，承平元年(931)，平將門與平良兼更展開合戰。承平5年(935)2月，平將門與伯父平國香等人發生合戰，此役中，平國香及常陸大掾源護之子源扶、源隆、源繁戰死，而後，平國香之長男平貞盛與平將門達成和解；10月，平將門於常陸國中擊敗叔父平良正；隔年6月，平將門又於下野國擊敗平良兼、平良正、源護等人。
因平將門的作為，朝廷下令命平將門進京接受檢非違使的審判，然朝廷對平將門從輕發落，僅關押數日，於承平7年(937)正月就被釋放。8月6日，平良兼、平貞盛、源護等人於下總國與常陸國交界處子飼渡擊敗平將門，更燒毀豊田郡的常羽御厩及鄰近百姓的宅邸。9月19日，平將門與常陸豪族平真樹燒毀平良兼及其郎黨的私宅。而後，平將門向朝廷告發平良兼的惡行，11月5日，朝廷下發太政官符，授權平將門抓捕平良兼、平貞盛、源護等人。12月14日，平良兼夜襲平將門，無果。承平8年(938)2月，平貞盛沿著東山道返回京都，平將門聞此，一路追擊其至信濃國千曲川，無果。天慶2年(939)6月，平良兼因病去世，關東地區平氏內部的紛爭暫時告一段落。

### 介入紛爭
天慶元年(938)，武藏權守・興世王、武藏介・源經基與武藏豪族武蔵武芝產生衝突，雙方皆著手備戰，平將門聞此，主動為雙方調停，然武蔵武芝軍卻包園源經基，源經基從中逃脫，誤以為平將門、興世王、武蔵武芝串通好要將其殺害，故上京向朝廷告發平將門等人謀反。於此同時，平貞盛也向朝廷控訴平將門的惡行。對此，常陸・下總・下野・武蔵・上野五國國府皆向朝廷表示平將門沒有謀反之心。而後，朝廷任命百済王貞連為武藏守，興世王因與百済王貞連不和，轉而與平將門交好。同時，平貞盛取得追捕平將門的官符，然其於天慶2年(939)10月在下野國遭到平將門突襲，只得藏匿於山野之中。不過此時朝廷仍在判定源經基告發的真偽，還未將平將門定位為謀反者。
同一時間，常陸國受領藤原維幾與常路豪族藤原玄明也產生糾紛，藤原玄明因而攜家帶眷投靠平將門。藤原維幾與平將門、平貞盛為姻親關係，然其偏袒平貞盛。天慶2年(939)11月21日，平將門率軍前往常陸國國府，試圖為藤原維幾與藤原玄明調停，然無果，最終演變為與藤原維幾之子藤原為憲、平貞盛展開合戰。平將門取得勝利，佔據國府，奪取印璽，並挾持藤原維幾。

### 新皇
佔據常陸國府後，興世王對平將門表示「佔領一國已為重罪，不如佔領整個坂東，再觀察朝廷的態度」，平將門採納其意見。天慶2年(939)12月，平將門率軍佔據下野、上野國府，放逐受領，並奪取印璽。12月19日，平將門在上野國府舉行新皇即位儀式；儀式中，一名巫女自稱為八幡大菩薩的使者，並表示要將帝位授予平將門。而後，平將門任命其手足及其盟友為關東諸國的國司:
- 下野守　平將賴 (平將門之弟)
- 上野守　多治經明（日语：多治経明） (原常羽御厩別當（日语：別当）)
- 常陸介　藤原玄茂（日语：藤原玄茂） (原常陸掾)
- 上總介　興世王（日语：興世王） (原武藏權守)
- 安房守　文屋好立
- 相模守　平將文 (平將門之弟)
- 伊豆守　平將武（日语：平将武） (平將門之弟)
- 下總守　平將為（日语：平将為） (平將門之弟)

(常陸、上總、下總為親王任國，由親王擔任名義上的國長官(守)，故三國的受領只得稱為「介」)
關東諸國受領聽聞平將門的作為，紛紛逃回京城，平將門而後佔據各國國府，奪取印璽。平將門扣押檢田、徵稅所用的帳簿，並命各國郡司、在庁官人各司其職。

### 追討
天慶2年(939)12月，信濃國國府接連向朝廷上奏報告平將門的惡行。12月26日，朝廷更收到藤原純友於於攝津國須岐駅襲擊備前介藤原子高的奏報。為應對東國與西國的叛亂，天慶3年(940)正月正日，朝廷分別任命藤原忠舒、小野維干、小野好古為東海道追捕使、東山道追捕使、山陽道追捕使。正月9日，原先告發平將門謀反的源經基也被授予從五位下。正月11日，朝廷向東海道、東山道諸國下發追討平將門的官符。正月14日，朝廷任命平貞盛、平公雅、藤原秀鄉、橘遠保等東國武士為押領使。正月19日，參議藤原忠文被任命為征東大將軍，並下賜節刀，作出征的準備。
另一方面，天慶3年(940)正月中旬，平將門為搜索先前被其擊敗的藤原為憲、平貞盛，率軍前往常陸國，無果。而後，因快進入農忙時時刻，平將門解散軍隊。然此時，平將門接到平貞盛與藤原秀鄉匯合的戰報，平將門只帶著少量兵力，進軍二人所處的下野。不過，為平將門軍殿後的藤原玄茂 、多治經明遭到藤原秀鄉突襲，平將門軍慘敗。藤原秀鄉、平貞盛追擊平將門至下總國川口，雙方於此展開合戰，平將門不敵，再撤。2月13日，藤原秀鄉、平貞盛侵入平將門的大本營猿島郡，並燒毀平將門與其郎黨的宅邸。2月14日，雙方於猿島郡展開決戰，最終，平貞盛將平將門射於馬下，藤原秀鄉再將其砍倒，並取得其首級。
後，興世王等平將門残黨也陸續遭到追討，天慶3年(940)4月25日，朝廷將平將門的首級懸掛於京城東市。討取平將門的藤原秀鄉及平貞盛分別獲封從四位下及從五位下，而追討平將門較無功績的源經基及橘遠保則分別被任命為大宰府警固使及伊予國警固使，將二人派遣至西國鎮壓藤原純友之亂。

## 藤原純友之亂

### 背景
藤原純友生於藤原北家旁支，但其父早逝，使其仕途不順；後，在其叔父伊予守・藤原元名旗下擔任伊予掾，維護瀨戶內海治安。承平6年(936)3月，朝廷任命藤原純友為伊予國警固使，鎮壓南海諸國海賊；6月，在藤原純友及其上司伊予守兼南海道追捕使紀淑人成功平定海賊作亂。藤原純友因此功勳向朝廷申請授予官位，但朝廷不予理會。
天慶2年(939)12月26日，藤原純友與備前國豪族藤原文元於攝津國須岐駅襲擊備前介・藤原子高，藤原文元更對藤原子高處以私刑；播磨國豪族三善文公也公然反抗播磨介・島田惟幹。事後，藤原純友向朝廷提出三點要求，一，此事可歸責方為藤原子高與島田惟幹；二，不追究藤原文元更對藤原子高處以私刑的責任；三，褒獎平定承平6年(936)南海海賊作亂的功臣。天慶3年(940)正月，朝廷為全力鎮壓平將門之亂，拉攏西國武士，接受上述要求，藤原純友獲封從五位，而後更獲封五位位階；然而藤原文元拒絕接受朝廷調度支援平定平將門之亂，朝廷轉而任命小野好古為山陽道追捕使，但朝廷又於2月4日命令小野好古停止軍事行動。
天慶3年(940)2月下旬，藤原純友為贈送謝禮予天皇而踏上進京之路，然而，藤原文元及贊岐國豪族藤原三辰等藤原純友同黨無視朝廷授予的官位，持續作亂。後，朝廷阻止藤原純友進京，並改以軍事力量與藤原文元及藤原三辰等叛亂勢力對峙，不過朝廷於此時尚未將藤原純友定性為凶賊，藤原純友也向朝廷表示其無叛意。4月至6月，朝廷命令諸國徵收士兵、軍糧、船隻，為鎮壓南海叛亂而做準備。6月18日，攝政・藤原忠平命小野好古追討藤原文元等凶賊，然朝廷於此時仍尚未完全將藤原純友定性為凶賊。

### 戰事
山陽道追捕使小野好古先後攻入備前、備中、備後，並渡海追擊逃往贊岐的藤原文元，藤原文元及藤原三辰向藤原純友求助。天慶3年(940)8月16日，藤原純友率領援軍進入贊岐，並擊敗追討軍。8月27日，朝廷任命小野好古兼任南海道追捕使；8月28日，朝廷命令諸國動員士兵；後，追討軍於贊岐擊敗藤原純友等人，藤原純友撤出贊岐，留下藤原三辰固守。藤原純友於10月下旬襲擊安藝國、周防國，11月上旬襲擊周防國的鑄錢司，12月中旬襲擊土佐國幡多郡。
天慶4年(941)1月及2月，追討軍以原藤原純友同黨，後投降朝廷的藤原恒利為先鋒，擊敗位於贊岐的藤原三辰，並擊潰伊予的藤原純友勢力，然朝廷掌握不到藤原純友的行蹤。藤原純友於此期間秘密抵達九州，聯合豐後國、日向國的地方豪族，並於五月中旬突破關門海峽，襲擊大宰府。5月20日，追討軍兵分兩路，小野好古從陸路，大蔵春實從海陸，對佔領大宰府的藤原純友發起總攻擊，藤原純友等人敗北。藤原純友逃回伊予國，於6月20日被警固使橘遠保抓捕，並立即被斬首；三善文公、藤原文元於山陽道逃竄，後分別於9月與10月被斬殺。10月23日，朝廷解除戰時狀態。11月，朝廷宣布全國恢復和平。

## 關連作品
- 小說：海音寺潮五郎著『風與雲與虹』（角川文庫）
- NHK大河劇：「風與雲與虹（日语：風と雲と虹と）」（1976年放映、原作是上記及同著者之小說『平將門』）

## 關連項目
- 平將門
- 藤原純友
- 將門記
- 寛平・延喜東國之亂（日语：寛平・延喜東国の乱）
- 僦馬之黨（日语：僦馬の党）

## 外部連結
- 築土神社
- 神田明神 （页面存档备份，存于）